# Catoptria osthelderi
Catoptria osthelderi là một loài bướm đêm thuộc họ Crambidae. Nó được tìm thấy ở châu Âu. The Imago can only be distinguished from Catoptria permutatellus by microscopic research of the genitalia.
Sải cánh dài 22–29 mm. Con trưởng thành bay từ tháng 6 đến tháng 9 tùy theo địa điểm.
Ấu trùng ăn various mosses.